# Stazione di Rosarno
La stazione di Rosarno è una stazione della ferrovia Battipaglia-Reggio Calabria a servizio dell'omonimo comune. È gestita da Rete Ferroviaria Italiana (RFI) che la classifica all'interno della categoria Silver.

## Storia
L'apertura della stazione di Rosarno avvenne il 21 dicembre 1891 quando, a cura della Società per le Strade Ferrate del Mediterraneo, venne completato il tracciato della ferrovia Tirrenica nel tratto tra Nicotera e Gioia Tauro. Solo nel 1895 tuttavia, quando la ferrovia tirrenica Battipaglia - Paola - Reggio Calabria venne interamente completata, la stazione acquisì una certa importanza in quanto parte della rete principale. Il progetto di costruzione aveva previsto solo una piccola stazione provvista di un modesto scalo merci divenuto insufficiente al traffico di prodotti agricoli nel dopoguerra.
Negli anni sessanta la stazione divenne di passaggio tra doppio e semplice binario in seguito al raddoppio dello stesso tra Villa San Giovanni e Rosarno da cui proseguiva verso Nicotera a binario unico.
La stazione fu interamente ricostruita ed ampliata, all'inizio degli anni settanta in seguito alla costruzione del raddoppio in totale variante della Tirrenica nel tratto Eccellente-Rosarno  e divenne stazione di diramazione in quanto in essa si innesta il vecchio tracciato costiero della Tirrenica che percorre tutta la rinomata Costa degli Dei servendo località turistiche importanti quali Tropea, Pizzo, Nicotera e Vibo Valentia. È capolinea di treni regionali con la stazione di Lamezia Terme Centrale e della Metro Tamburello, Rosarno-Melito di Porto Salvo, il Servizio ferroviario suburbano di Reggio Calabria.
Dal 31 luglio 1996 la stazione di Rosarno è collegata con una linea per il traffico merci con il porto di Gioia Tauro.
Nel 2025, la stazione è stata interessata da lavori di riqualificazione.
Nei pressi della stazione, collegato con la SS 18 Tirrena Inferiore (Napoli-Reggio Calabria), si trova il terminal dei bus, con collegamenti ai territori della Piana e della Locride.

## Movimento
La stazione è servita da collegamenti a lunga percorrenza svolti da Trenitalia e Italo, Frecciarossa, Frecciargento, InterCity e InterCity Notte, che collegano lo scalo con Lamezia Terme, Paola, Sapri, Salerno, Napoli, Roma, Firenze, Bologna, Milano, Torino, Venezia, Villa San Giovanni, Reggio Calabria e Sicilia.

### Trasporto regionale
La stazione è servita da treni Regionali che collegano Rosarno con:
- Gioia Tauro
- Villa San Giovanni
- Reggio Calabria Centrale
- Melito di Porto Salvo

e con:
- Lamezia Terme Centrale (via Tropea)
- Paola
- Cosenza  (via Paola)
- Sibari (via Paola-Cosenza)
- Taranto  (via Sibari)
- Bari  (via Sibari)

## Servizi
Le banchine a servizio dei binari sono collegate tra loro tramite un sottopassaggio pedonale e sono accessibili ai portatori di disabilità grazie a degli ascensori. Inoltre, l'area dedicata al traffico passeggeri è dotata di un impianto audio per gli annunci sonori di arrivo e partenza treni.
- Biglietteria a sportello
- Biglietteria automatica
- Sala d'attesa
- Servizi igienici
- Bar e Tabacchi
- Negozi
- Edicola
- Annuncio sonoro arrivo e partenza treni
- Sottopassaggio pedonale
- Ascensori
- Parcheggio

## Interscambi
- Fermata autobus
- Taxi